# J. Searle Dawley
James Searle Dawley, född 13 maj 1877 i Del Norte, Colorado, död 30 mars 1949 i Hollywood, Kalifornien, var en amerikansk regissör och manusförfattare. Mellan åren 1907 och 1926 regisserade han 149 filmer.

## Filmografi i urval
- Rescued from an Eagle's Nest (1908)
- Hansel and Gretel (1909)
- Frankenstein (1910)
- A Christmas Carol (1910)
- The Charge of the Light Brigade (1912)
- The Old Monk's Tale (1913)
- On The Broad Stairway (1913)
- Hulda of Holland (1913)
- An American Citizen (1914)
- Four Feathers (1915)
- Susie Snowflake (1916)
- The Rainbow Princess (1916)
- Snow White (1916)
- Uncle Tom's Cabin (1918)
- When Men Desire (1919)
- A Virgin Paradise (1921)
- Love's Old Sweet Song (1923)[1]
- Abraham Lincoln (1924)[1]

Notering
- 1^  Kortfilm gjord i Phonofilm